# Dichorisandra gaudichaudiana
Dichorisandra gaudichaudiana är en himmelsblomsväxtart som beskrevs av Carl Sigismund Kunth. Dichorisandra gaudichaudiana ingår i släktet Dichorisandra och familjen himmelsblomsväxter. Inga underarter finns listade.